# A.S. Red & Blue
A.S. Red & Blue (em coreano:  애프터스쿨 레드 & 블루; também conhecido como After School Red & Blue) são duas subunidades do grupo feminino sul-coreano After School.

## Carreira
Em 4 de julho de 2011, foi anunciado que o After School seria dividido em duas subunidades, Red (Vermelha) e Blue (Azul), como parte de seu projeto de retorno. A unidade Red caracterizada como tendo uma atitude "sexy, forte e feroz", enquanto a unidade Azul tendo um conceito "fresco, doce e refrescante". Também foi revelado que os fãs que assistissem uma das apresentações do After School teriam a chance de votar em qual integrantes eles queriam para cada unidade. A formação da unidade Red foi composta por Kahi, Jungah, Nana e Uee; enquanto da unidade Blue foi composta por Jooyeon, Raina, Lizzy e E-Young.

## Integrantes

### A.S. Red
- Nana (hangul: 나나), nascida Im Jin-ah (hangul: 임진아) em 14 de setembro de 1991 (33 anos) em Cheongju, Chungcheong do Norte, Coreia do Sul.

### A.S. Blue
- Raina (hangul: 레이나), nascida Oh Hye-rin (hangul: 오혜린) em 7 de maio de 1989 (35 anos) em Ulsan, Coreia do Sul.
- E-Young (hangul: 이영), nascida Noh Yi-young (hangul: 노이영) em 16 de agosto de 1992 (32 anos) em Chuncheon, Changwon, Coreia do Sul.

### Ex-integrantes

#### A.S. Red
- Kahi (hangul: 가희), nascida Park Ji-young (hangul: 박지영) em 25 de dezembro de 1980 (44 anos) em Daegu, Coreia do Sul.
- Jungah (hangul: 정아), nascida Kim Jung-ah (hangul: 김정아) em 2 de agosto de 1983 (41 anos) em Incheon, Coreia do Sul.
- Uee (hangul: 유이), nascida Kim Yoo-jin (hangul: 김유진) em 9 de abril de 1988 (36 anos) em Daejeon, Coreia do Sul.

#### A.S. Blue
- Jooyeon (hangul: 주연), nascida Lee Joo-yeon (hangul: 이주연) em 29 de março de 1987 (37 anos) em Nowon-gu, Seul, Coreia do Sul.
- Lizzy (hangul: 리지), nascida Park Soo-young (hangul: 박수영) em 31 de julho de 1992 (32 anos) em Busan, Coreia do Sul.

## Discografia

### Singles
| 2011                                                                                         | "In The Night Sky" | 9  | Red  |
| 2011                                                                                         | "Wonder Boy"       | 15 | Blue |
| "—" indica lançamentos que não figuraram nas paradas ou que não foram lançados nessa região. |                    |    |      |